# Радже Скиндиа, Васундхара
Васундхара Радже Скиндиа [хинди वसुन्धरा राजे सिंधिया, англ. Vasundhara Raje Scindia, маратхи वसुंधरा राजे शिंदे; род. 8 марта 1953, Бомбей (ныне Мумбаи)] — главный министр индийского штата Раджастхан в 2003—2008 годах и с 2013 года, влиятельный член главной оппозиционной Бхаратия джаната парти.
Дочь последнего махараджи Гвалиора, В. Радже имеет маратхско-непальские корни. Изучала политологию и экономику в Бомбейском университете. В 1972 году вышла замуж за бывшего махараджу Дхолпура, но на следующий же год пара начала проживать раздельно.
В 1984 году вступила в БДП по настоянию своей матери Раджматы Виджаярадже Скиндиа (одной из лидеров основанной в 1980 году партии) и начала активно заниматься политикой. В 1985 году впервые избрана в ассамблею Раджастхана, в 1989—2003 годах — депутат Лок сабхи (от округа Джхалавар, Раджастхан). В 1998—2003 годах занимала различные посты в правительстве А. Б. Ваджпаи (в разные годы была министром иностранных дел, малой промышленности и атомной энергетики). В 2003 году возглавила кампанию БДП на выборах в ассамблею Раджастхана и после убедительной победы возглавила правительство штата. Индийские политологи отмечали, что успеху БДП во многом поспособствовало «княжеское» происхождение В. Радже (Раджастхан является одним из наиболее отсталых штатов страны, в котором до сих пор не изжиты пережитки феодализма).